# الإسلام في لبنان
يعدّ الإسلام دين الأغلبية السكانية في لبنان بفارق بسيط عن المسيحية وينقسم المسلمون في لبنان إلى ثلاث طوائف أهل السنة والجماعة والشيعة والدروز.